# Multimédia
A multimédia olyan információs tartalom vagy feldolgozási rendszer, amely többféle csatornát is használ (szöveg, hang, kép, animáció, videó és interaktivitás) a felhasználók tájékoztatására vagy szórakoztatására. A multimédia mai elterjedt jelentése a számítógépes média.

## Megjelenése
A többféleképpen megjelenő információ, a multimédia fokozza a felhasználó élményeit, könnyebbé, gyorsabbá teszi az információ felhasználását. Az információ többféleképpen történő bemutatása nem újdonság, a multimédia mindezt digitális formában teszi. Ez használt vizuális művészetekben, melyek több média egyszerre történő felhasználásával készülnek.
Multimédia több területen is használatos, mint például a művészet, oktatás, szórakoztatóipar, tervezés, gyógyítás, matematika és tudományos kutatások. Az oktatásban a multimédiát számítógép alapú oktatásra értik (elterjedt rövidítése a CBT), illetve megjelenik az enciklopédiákban, évkönyvekben. A CBT végigvezet különböző bemutatókon, szövegeken, melyekhez illusztrációk kapcsolódnak különböző formában.

### Oktatás
Egy elektronikus multimédiás enciklopédia többféleképpen képes leírást adni, mint a papíralapú könyv formában készült enciklopédia, megkönnyítve a felhasználó munkáját, segíti a tanulásban, képeket, videókat, hanganyagot megjelenítve.

### Szórakoztatóipar
Multimédia sűrűn használt eszköz a szórakoztatóiparban, filmek speciális effektjeit, rajzfilmek animációit adja. A multimédiás játékok népszerű időtöltésnek bizonyulnak napjainkban.
A multimédiás eszközök aktív résztvevővé változtatják a felhasználót, ahelyett, hogy az csak passzív megfigyelője lenne az információnak. Erre nagyszerű példa a multimédiás játék. Vegyünk egy nagyon egyszerű példát: a felhasználó képes focizni anélkül, hogy a pályán ténylegesen ott lenne, mégis alakítója a meccsnek. A szimuláció csak illúzió, mégis a részvételt modellezni képes. Különböző multimédia összetevőket egy technika vezérli, ezt hívják virtuális valóságnak, mely egy valós környezet minél hitelesebb leképzését célozza.

### Tervezés
A tervezésben, főleg a mechanikai és az autótervezésben a multimédia elsősorban a gépek megtervezésére szolgál (CAD), így előre láthatjuk, hogy mi lesz az eredmény, előre lehet teszteket végrehajtani. Egy esetleges hiba idejében történő felfedezése sokat segít a szakembereknek. A segítségével az animációkat a tervezők tovább fejleszthetik.

### Orvostudomány
A gyógyításban az orvosok gyakorolhatnak virtuálisan, mielőtt a beavatkozást embereken hajtanák végre, kockáztatva annak gyógyulását. Ki tudják próbálni, milyen következménye lehet egy műtétnek, illetve meg tudják vizsgálni, hogy egy betegség milyen módon terjedt el a szervezetben, hogyan lehet azt gyógyítani.
A matematikában és a tudományos kísérletekben a multimédiát főleg modellezésre és szimulációra használják. Például egy tudós meg tudja nézni egy anyag molekuláris modelljét.

### Művészetek
A művészetben a multimédiás mű olyan terméket jelent, ami valamilyen módon interakcióra készteti a felhasználót, a nézőt. Az egyik jelentős multimédiát használó művész Peter Greenaway.

## Ipar, infrastruktúra
Európában a multimédia ipar meghatározó szervezete az Európai Multimédia Szövetségek Konvenciója (EMMAC, www.emmac.org), amelynek magyarországi tagszervezete a Magyar Tartalomipari Szövetség (MATISZ, www.matisz.hu) és az Informatikai Vállalkozások Szövetsége (IVSZ, www.ivsz.hu).
A multimédia ipar szakmáinak követelményrendszerét, szakemberszükségletének meghatározását biztosítja a multimédia és infokommunikációs technológiák (IKT) területén az alábbi honlap: www.multimedia-observatory.org
E honlap támogatásával a tanulók, a képzők és a foglalkoztatók hasznos információhoz juthatnak a multimédia és IKT szakmák követelményeinek meghatározása tekintetében.